# 루르 점령

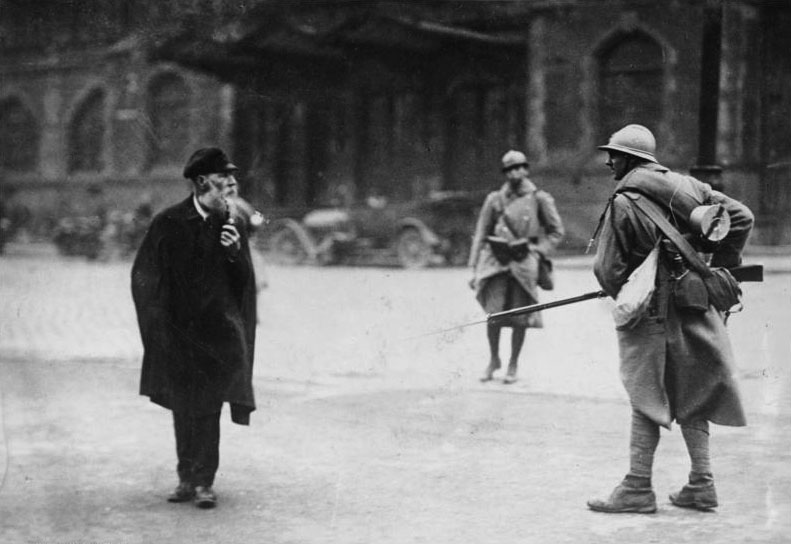
루르를 점령한 프랑스 군인과 독일 민간인 (1923년 촬영)

루르 점령(독일어: Ruhrbesetzung)은 1923년 1월 11일에 바이마르 공화국의 초인플레이션 중 바이마르 공화국이 전쟁 배상금을 제때 지불하지 못하자 1925년 8월 25일까지 프랑스와 벨기에가 독일 루르 지역을 군사적으로 점령한 기간을 말한다.
엄청난 배상금에 독일이 베르사유 조약에서 제1차 세계 대전 후 승전국이 지시한 만큼 스스로도 성급하게 평가받았다. 루르는 경제의 위기를 맞고 있었다. 그리고 독일인들은 수동적 저항과 시민 불복종 행위에 가담하여 130명이 사망했다. 경제 및 국제적 압력에 직면한 프랑스와 벨기에는 1924년 독일의 전쟁 배상금 지급 구조를 재조정하려는 도스 계획을 수락하고 1925년 8월까지 루르에서 군대를 철수했다.
루르의 점령은 독일의 재무장과 독일의 급진적 우익 운동의 성장에 기여했다.

## 배경

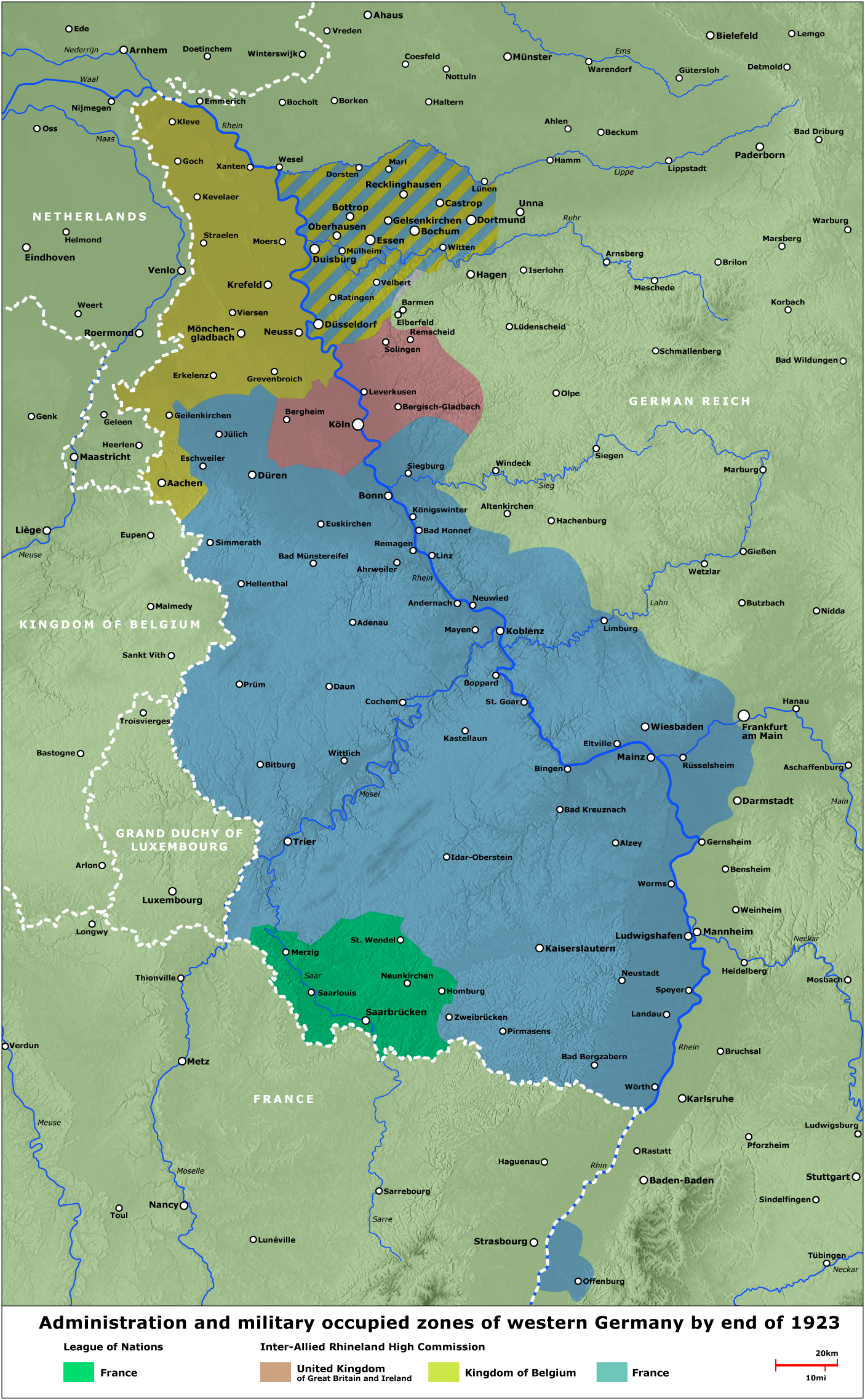
1923년의 라인란트 지도

루르 지역은 제1차 세계대전의 결과로 연합군이 점령한 상태였다. 연합국을 공식적인 승자로 하여 전쟁을 종결시킨 베르사유 조약(1919)에 따라 독일은 전쟁에서 발생한 손해에 대한 책임을 인정할 수밖에 없었고, 여러 연합국에 전쟁배상금을 지급할 의무가 있었다. 유럽 서부에서의 전쟁은 주로 프랑스의 영토에서 벌어졌기 때문에, 이 배상금들은 주로 프랑스에게 지급되었다. 독일이 요구한 배상금 총액인 약 2,260억 금 마르크(2024년 1,050억 달러)는 연합국 간 배상위원회가 결정하였다. 1921년 이 금액은 1,320억 달러(당시 314억 달러, 2024년 4,420억 달러) 또는 66억 파운드(2024년 2,840억 파운드)로 삭감되었지만 여전히 막대한 금액이었다. 독일은 배상금 일부를 원자재로 충당했기 때문에 공장들은 제 기능을 하지 못했고, 경제는 어려움을 겪으면서 국가의 지불 능력이 더욱 악화되었다. 프랑스도 1차 세계대전 동안 발생한 높은 적자로 프랑화의 가치가 하락하는 등 경제적인 문제를 겪고 있었다. 프랑스는 독일의 배상금을 자국의 경제를 안정시킬 수단으로 생각하기 시작했다.
1922년 말 독일이 제 때 배상하지 못하는 경우가 잦아지자 배상위원회에서 프랑스와 벨기에 대표단은 독일로부터 배상금을 받아내기 위해 루르를 점령해야한다고 주장했고, 영국 대표단은 지불액을 낮추어야한다고 주장했다. 1922년 12월, 독일이 배상 명목의 목재를 제대로 인도하지 못하자 배상위원회는 독일의 채무불이행(디폴트)을 선언했는데, 이것이 1923년 1월 프랑스와 벨기에가 루르를 점령하는 결정적인 계기가 되었다. 프랑스는 독일이 자체적으로 평가한 목재 조달 능력에 기반해 목재 할당량을 부과했음을 근거로, 빌헬름 쿠노 독일 정부가 연합국을 시험하기 위해 고의로 목재 인도를 불이행했다고 보았다. 이 불만에 기름을 부은 것은 1923년 1월 초에 독일의 석탄 채무 불이행인데, 이는 지난 36개월 동안 34번째 석탄 채무 불이행이었다. 독일이 배상금을 지불하지 않는 것에 프랑스 대통령 레몽 푸앵카레는 1922년 독일에 대한 영불 합동 경제 제재는 해야 한다고 보았으나 군사 행동에는 찬성하지 않았다. 그러나 1922년 12월, 프랑스의 철강 생산에 필요한 석탄이 고갈되기 시작했다.

## 지배

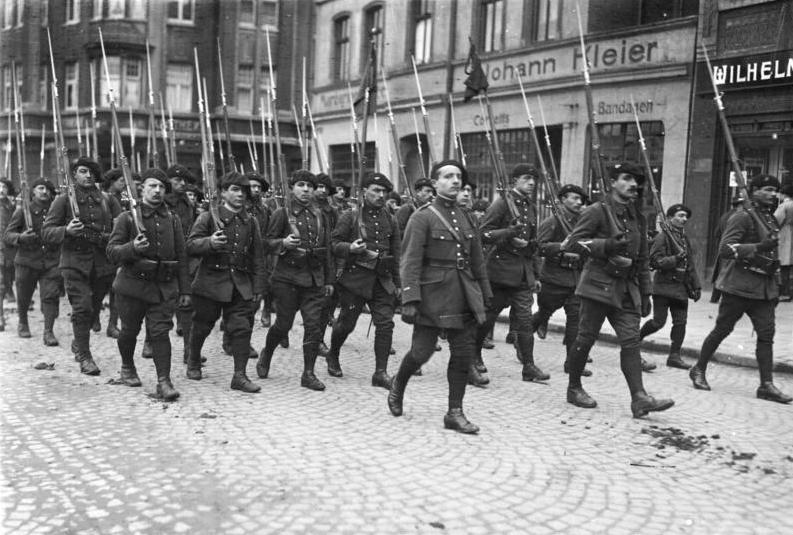
부에르에서의 프랑스 산악부대

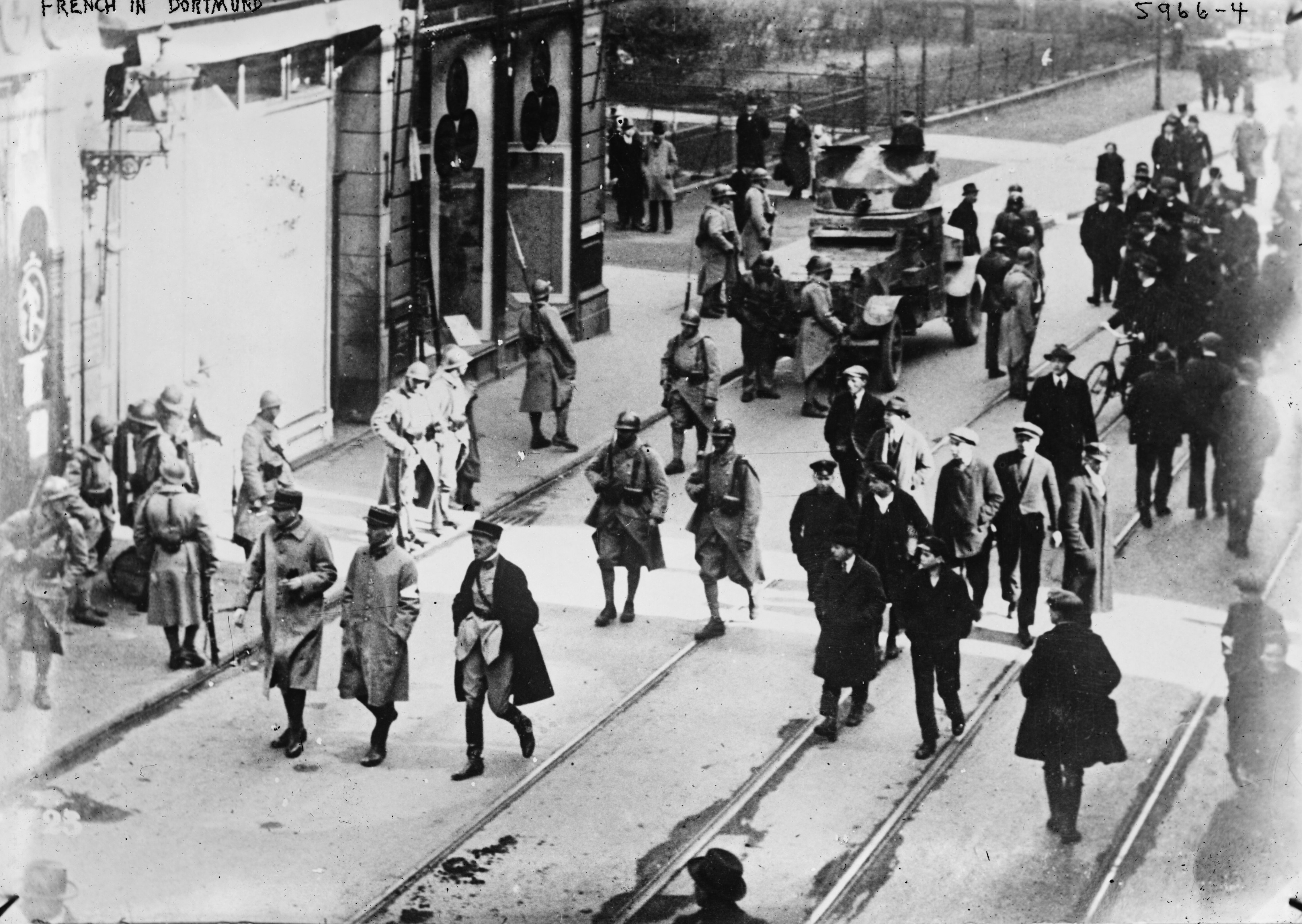
도르트문트의 프랑스 군인

결국 푸앵카레는 자력으로 배상금을 회수하기 위해 1923년 1월 11일 루르를 점령하기로 결정했다. 루르를 점령하는 동안, 프랑스인들이 외친 쟁점은 석탄과 목재에 대한 대한 독일의 채무 불이행보다도 베르사유 조약의 신성함이었다. 푸앵카레는 영국인들에게 배상금과 관련하여 독일인들이 조약을 이행하지 않는 것은, 그들이 베르사유 조약의 나머지 부분을 업신여기는 선례를 만들 것이라고 주장하곤 했다. 더 나아가, 푸앵카레는 베르사유에서 독일을 묶었던 사슬들이 파괴되면, 독일이 세계를 또 다른 세계 전쟁으로 몰아넣을 수 밖에 없다고 주장했다.
루르 점령은 1923년 1월 11일에 이루어졌다. 알퐁스 카론 장군이 지휘하는 제32보병사단은 장마리 드고트 장군의 지휘 아래 작전을 수행했다. 자르 분지 지역이 프랑스에 할양되며 프랑스는 이미 철광을 갖게 되었지만, 루르를 점령하며 탄광도 갖게 되었다. 이 공급망은 1870년 이후 독일의 산업화 과정에서 긴밀하게 통합되어 성장했지만, 통화, 운송 및 수출입 장벽의 문제는 양국의 철강 산업을 파괴할 수준의 위협이 되었다. 결국 이 문제는 제2차 세계대전 이후에야 유럽 석탄 철강 공동체를 통해 해결될 수 있었다.
프랑스의 루르 침공 결정에 따라 독일로부터 석탄 배상을 보장하기 위한 수단으로 공장과 광산 통제를 위한 연합국 간 임무(Inter-Allied Mission for Control of Factories and Mines; MICUM)가 설치되었다.

## 독일의 저항

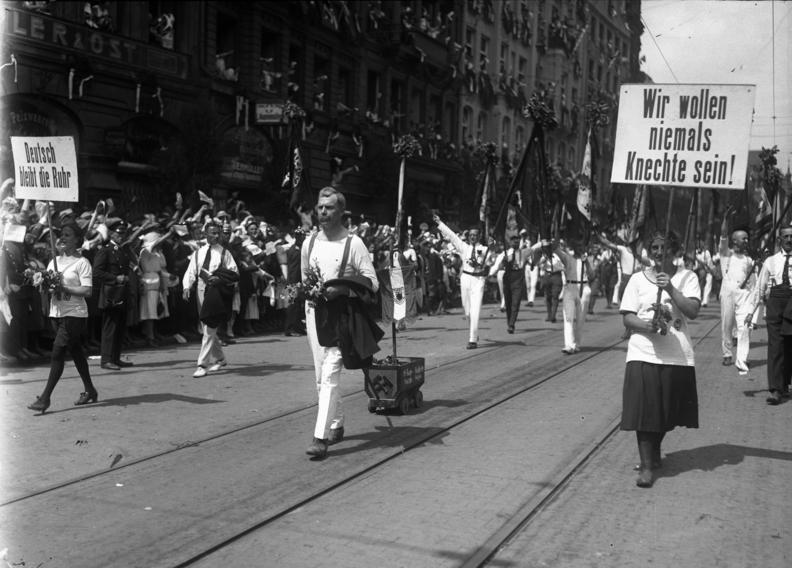
1923년 루르에서 체육교사들의 시위. 좌측 판넬에는 "루르에 남은 독일인들", 우측 판넬에는 "우리는 노예가 되지 않을것이다" 라고 적혀있다.

연합군의 점령은 독일 주민들의 소극적인 저항과 시민 불복종 운동을 맞닥뜨렸다. 독일 관리들이 해고에 저항하는 등 시민 불복종 시위 기간동안, 대략 130명의 독일 시민들이 프랑스 점령군에 의해 처형되었다. 이때 독일 정부가 루르의 독일인들의 저항을 지원한 결과 1923년에 독일 경제를 파괴한 초인플레이션이 시작되었다고 보기도 한다. 반면, 1920년대 독일 인플레이션을 볼 때, 1921년 11월에 시작된 배상금 지급에서 이미 초인플레이션은 불가피한 것이었다고 보는 시각도 있다. 높은 실업률과 초인플레이션으로 경제가 붕괴되자, 결국 1923년 9월에 새로운 구스타프 슈트레제만 연맹 정부에 의해 파업이 취소되었고, 그 후 국가적인 비상사태가 선언되었다. 그러나 이러한 노력에도 불구하고 시민 불안은 폭동으로 확산되었고 바이마르 공화국 정부를 겨냥한 쿠데타가 벌어졌는데, 이 와중에 아돌프 히틀러와 나치당이 처음으로 주류 독일 정치권에 진입했다. 1923년 10월에 아헨에서 라인 공화국이 선포된 것도 궤를 같이 한다.
비록 프랑스인들이 루르를 물리적으로 점령하는 데에는 성공했지만, 독일인들의 소극적 저항과 초인플레이션은 서구사회의 공감을 얻었고, 영미의 강한 재정적 압박(프랑화 가치의 하락으로 인해 프랑스인들은 월스트리트와 런던시의 압력에 취약했다) 아래에서 프랑스인들은 독일의 배상금을 삭감해주는 1924년 4월의 도스 플랜에 동의할 수 밖에 없었다. 도스 플랜에 따라 독일은 1924년에 10억 마르크만 지불했고, 그 후 3년 후인 1927년까지 총 22.5억 마르크를 지불했다.

### 공감을 얻다

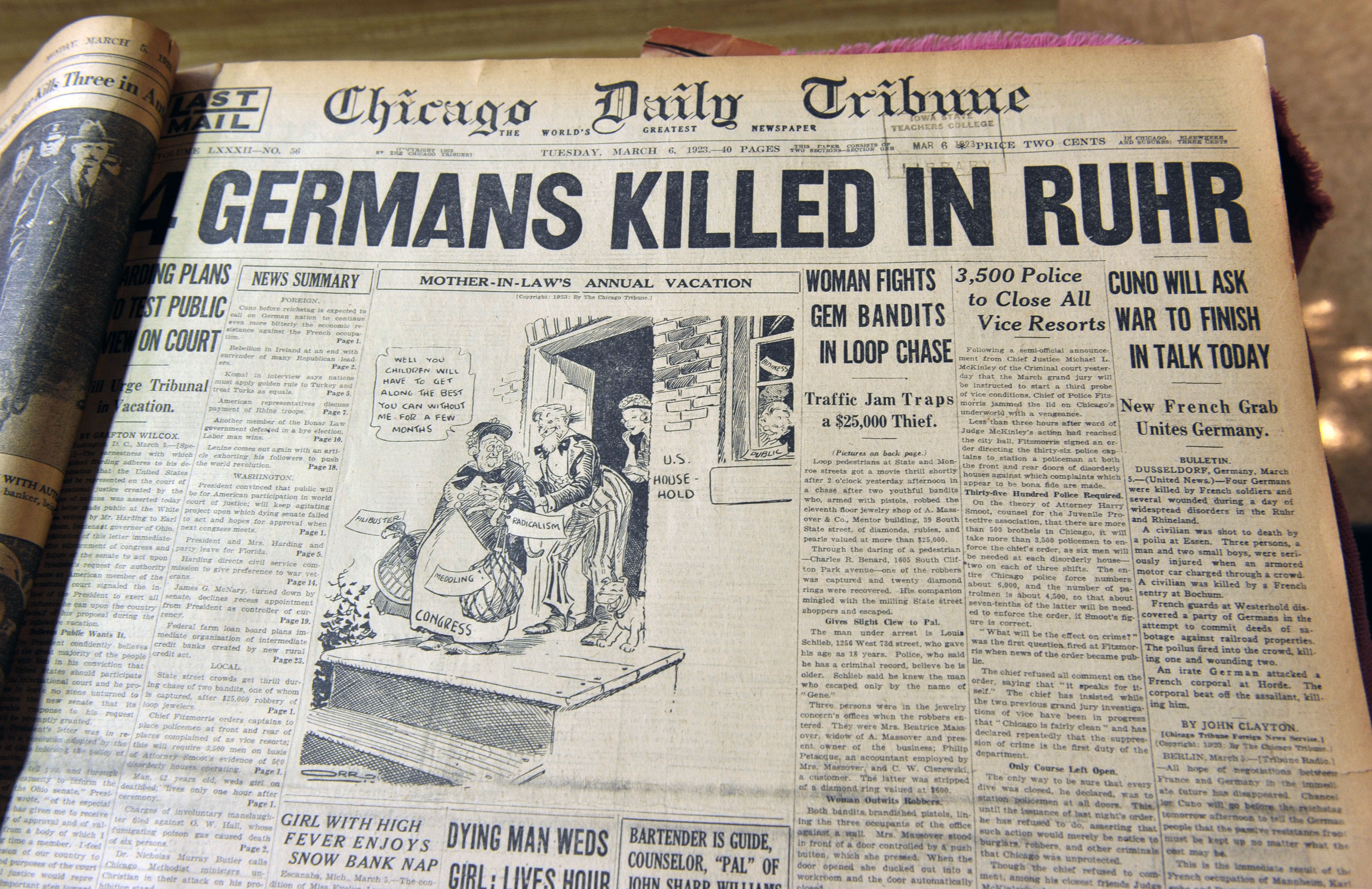
1923년 3월 6일, 프랑스 군인들이 저항하는 독일인을 살해했다는 내용의 데일리 시카고 기사.

프랑스의 조치가 베르사유 조약에 어긋나지 않기 때문에 국제연맹 차원에서 별도로 조치가 취해지지는 않았지만, 국제적으로는 프랑스의 독일 침공은 독일 공화국에 대한 동정 여론을 형성하는데 일조했다. 프랑스의 동맹국인 폴란드와 체코슬로바키아는 독일과의 경제적 이해관계 및 프랑스의 조치로 인해 독일이 소련의 손을 잡을 것이라는 우려 때문에 점령에 반대했다. 프랑스는 그들 자신의 경제적인 문제로 결국 도스 플랜을 받아들이고 1925년 7월과 8월에 점령 지역에서 철수했다. 마지막 프랑스 군대는 뒤셀도르프와 뒤스부르크를 떠나며, 1925년 8월 25일에 루르 점령을 종결시켰다. 루르 점령으로 인해 프랑스가 9억 금 마르크의 이득을 보았고, 그로 인해 경제적으로 몰락하지 않을 수 있었다는 해석도 존재한다.